# بوخدان ماشتالر
بوخدان ماشتالر (لهستانی: Bohdan Masztaler؛ زادهٔ ۱۹ سپتامبر ۱۹۴۹) بازیکن سابق و مربی فوتبال اهل لهستان است.
از باشگاه‌هایی که در آن بازی کرده‌است می‌توان به باشگاه ورزشی وردر برمن و باشگاه ورزشی گواردیا ورشو اشاره کرد.
وی همچنین در تیم ملی فوتبال لهستان بازی کرده‌است.